# Antonio de Ziliis di Quetta
Antonio de Ziliis di Quetta (Quetta, 1480 – Trento, 1556) è stato un giurista italiano.

## Biografia
Antonio Quetta nacque attorno al 1480 nella Val di Non, presso la località di Quetta da cui trarrà il cognome. Il nome originale della famiglia era in realtà de Ziliis, con le varianti Zilli, de Liliis e Zilia nella forma italianizzata portata ai giorni nostri dal ramo della famiglia superstite. Il padre Pietro era massaro vescovile per la Val di Non e la Val di Sole, nonché notaio. Pietro assieme ai fratelli Cristoforo e Matteo ebbe concessa la nobiltà, trasmissibile ai discendenti, e riconosciuto l'antico stemma di famiglia da parte del Principe Vescovo Johannes Hinderbach il 24 gennaio 1483.
Tra la fine del XV secolo e l'inizio del XVI, la famiglia si trasferì a Trento, probabilmente a seguito delle ultime crisi di mortalità causate dalla peste.
Il nostro Antonio si formò presso l'Università di Padova, dove ricevette il titolo dottorale. Già durante gli studi, allacciò rapporti con il futuro Principe Vescovo Bernardo Clesio, all'epoca studente di diritto presso l'Università di Bologna. Lo si evince da una lettera del Clesio da Bologna ad Antonio Quetta, studente a Padova.
Fu in questa città che il Quetta conobbe e sposò la moglie, Lucrezia Guelfi. In una lettera del 1509, infatti, il dottore cittadino Paolo Schrattenberg scrisse al Clesio che Quetta era in città «insieme cum la sua dona el quale se maredato a Padova, donche havemo una pavana».
Nel 1510, dopo il suo ritorno a Trento, il Quetta fu nominato luogotenente dell'allora Principe Vescovo Giorgio di Neydeck. Alla morte, di quest'ultimo, nel 1514, il Clesio fu eletto Principe Vescovo, ma tale elezione venne impugnata da Jacopo Banisio, suo avversario nell'aspirazione al soglio vescovile. Fu allora che il Clesio affidò ad Antonio Quetta il compito di difendere a Roma i suoi interessi. 
Il viaggio a Roma si risolse con la conferma pontificia della nomina del Clesio. Di tale viaggio ci è rimasto un diario, pubblicato in lingua tedesca nel 1914 da H. Quaresima.

Il successo del viaggio a Roma segnò l'inizio dell'attività del Quetta al seguito e al servizio di Bernardo Clesio nelle funzioni diplomatiche e nel governo del principato trentino. Nell'ambito della sua funzione di consulente giuridico, fu autore di disposizioni legislative contro i contratti usurari ed estensore dello statuto trentino del 1528, promulgato dal Clesio. Si tratta di un codice di polizia urbana, procedura civile e procedura criminale, che rimase in vigore fino al 1807 e fu esteso a tutto il territorio del principato.
```

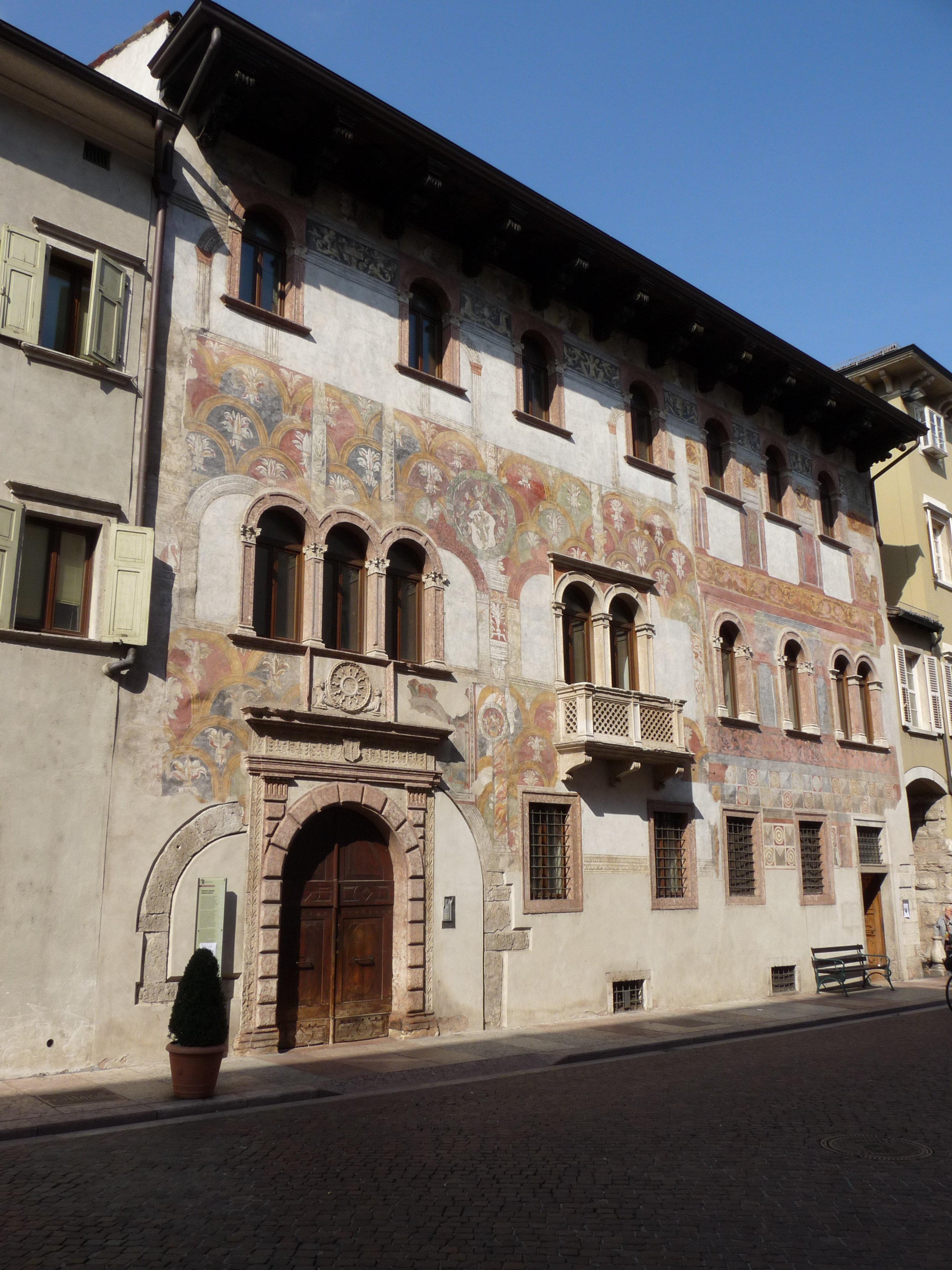
Palazzo Quetta a Trento

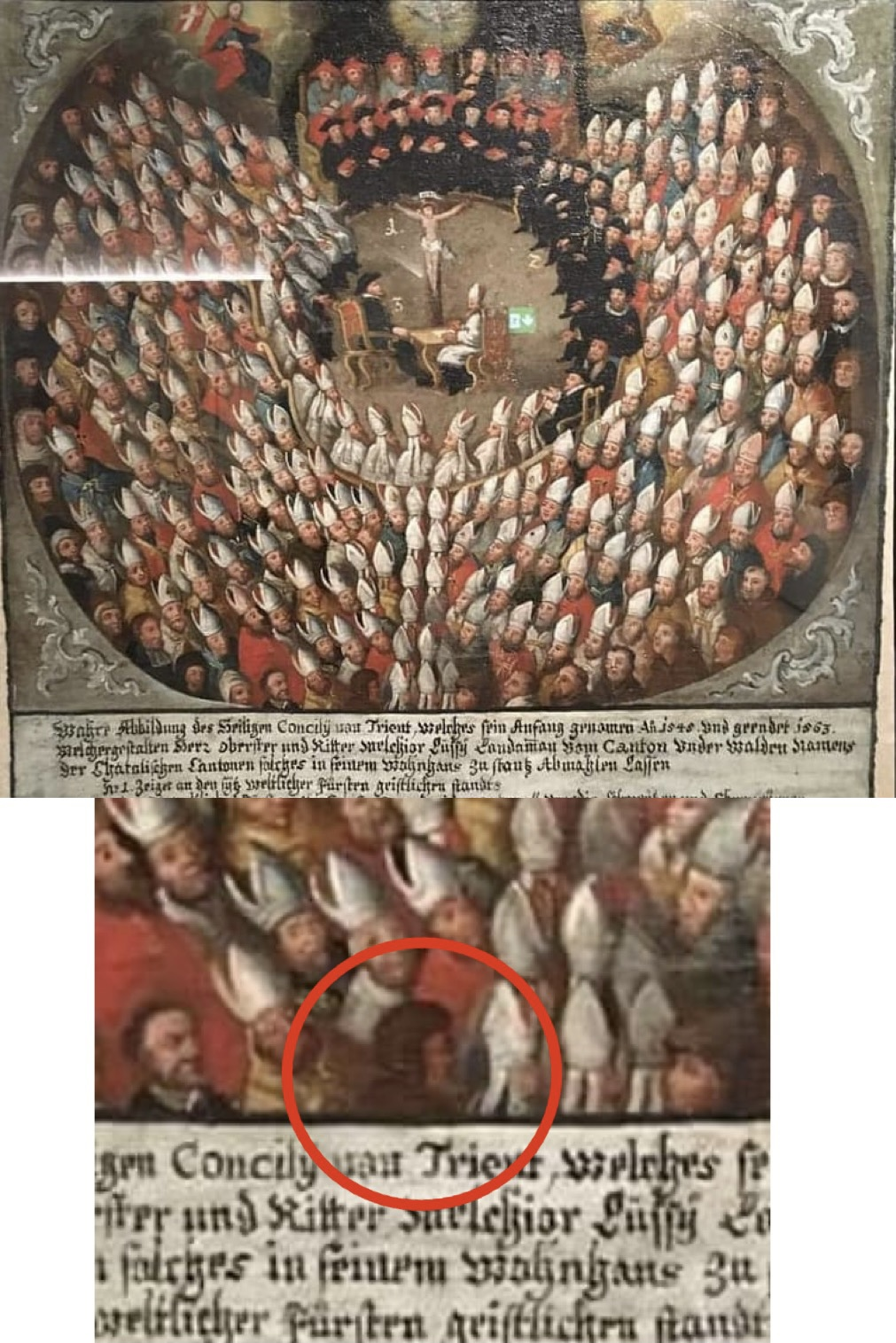
Sessione del Concilio di Trento, dipinto ad olio conservato al Landesmuseum di Zurigo. In basso è possibile riconoscere Antonio de Ziliis di Quetta.

Divenne un punto di riferimento legislativo per la risoluzione delle controversie cittadine e per la regolamentazione dei rapporti fra città e contado. 
```

Nel 1537 Antonio Quetta ebbe concesso il titolo comitale dall'Imperatore Ferdinando I, lo stesso che, all'apertura del Concilio nel 1545, lo nominò consigliere imperiale e lo incaricò di rappresentarlo in qualità di oratore cesareo nella prima fase del Concilio stesso.
Come giureconsulto il Quetta godeva probabilmente di una fama non trascurabile, tanto che molte delle sue consulenze furono raccolte e pubblicate.
Il Palazzo di Antonio Quetta, già della famiglia, è ancora visibile e si trova nella centralissima via Belenzani si tratta del palazzo noto oggi come Alberti-Colico, dal nome della famiglia che vi abitò in seguito. La stessa struttura architettonica attuale del palazzo si deve all'iniziativa dei de Ziliis di Quetta, con l'apposizione dello stemma sull'architrave del portale e la decorazione pittorica con i gigli. Lo stemma della famiglia de Ziliis di Quetta, oggi Zilia Bonamini Pepoli, è: interzato in palo; nel 1° di verde, al giglio di campo d'argento; nel 2° d'argento al giglio di campo di rosso; nel 3° di rosso, al giglio di campo verde. Durante i lavori conciliari, il palazzo servì da abitazione a diversi cardinali tra i quali il futuro Papa Giulio III, il Vescovo di Verona Cardinale Bernardo Navagero e l'ambasciatore cesareo Francisco di Toledo. 
Alla sua morte, nel 1556, Antonio Quetta fu sepolto nella chiesa di Santa Maria Maggiore. La sua tomba, chiusa da una lastra in calcare, porta la seguente epigrafe:
D. M. .D.
(Ant.) QVETTA CLAR(issi)MO IVRISC(onsulto) SER(enissi)MI R(omanorvm) RE(gis)
EQ(uiti) AVR(ato) COM(iti) PAL(atino) AC CŌSIL(iario) R(everendissi)MO ET
(illvstrissimo) CAR(dinalivm) ET PRINCIPŪ TRIDĒ CLESII
ET MADRUCII A CONS(iliis) ET CANCELL
ATQ(ve) PLVRIBVS LEGAT(ionibvs) OPT(ime) FŪCTO
LVCRETIA GVELPHA VXOR MOESTISS(ima)
P(osvit) MDLV(I)